# Peder Thygesen
Peder Thygesen, född den 20 juli 1865 i Strellev vid Ølgod, död den 21 juli 1958, var en dansk geodet.
Thygesen var i sin ungdom skollärare och privatlärare. Han avlade landinspektörexamen 1898 och blev anställd som assistent i lantmäteri och nivellering vid Den Polytekniske Læreanstalt 1897, där han blev docent 1901 och professor 1911. Thygesens arbete i det ekonomiska lantmäteriets tjänst var knuten till undervisningen i detta ämne för byggnadsingenjörer, och han vidareförde de traditioner, som grundlades av Freuchen och Mørup. Thygesens särskilda insats var att införa de av Holger Vilhelm Nyholm angivna rationellt utvecklade teoretiska grunderna för det ekonomiska lantmäteriets noggrannhetsundersökningar och beräkningar av fel vid gränsbestämningar. Thygesen lade dessutom stor vikt vid att meddela sina elever den nödvändiga praktiska insikten och färdigheten. Av Thygesens undervisning ger hans läroböcker ett fylligt intryck: Forelæsninger over økonomisk Landmaaling (1:a upplagan 1906, 3:e upplagan 1922) och Landmaalingspraktik (1922).